# Assassini del Brabante
Gli Assassini del Brabante, chiamati anche la banda di Nijvel nei media di lingua olandese (De Bende van Nijvel), o gli assassini pazzi del Brabante nei media di lingua francese (Les Tueurs fous du Brabant) erano una banda di serial killer che insanguinò la provincia belga del Brabante tra il 1982 e il 1985, assassinando 28 persone e ferendone altre 40 in diverse azioni criminose.

## I fatti
Le azioni criminali della banda consistevano prevalentemente in assalti a supermercati, caratterizzate da una violenza del tutto sproporzionata rispetto all'entità del bottino di cui la banda si impossessava. La banda era composta da almeno tre uomini, conosciuti rispettivamente come: "il gigante" (un uomo alto che potrebbe essere stato il leader); "il vecchio" (un uomo di mezza età che guidava l'auto usata per la fuga); e "il Killer" (lo sparatore principale).
Fu nel 1985 che la banda compì i crimini peggiori: il 27 settembre durante una rapina a mano armata a un supermercato Delhaize in rue de la Graignette a Braine-l'Alleud la banda uccide tre persone e ne ferisce altre due. Circa venti minuti dopo, la banda compie un'altra rapina a mano armata del supermercato Delhaize su Brusselsesteenweg a Overijse uccidendo ancora e immotivatamente ben cinque persone e ferendone una sesta.
Ma è il 9 novembre, intorno alle 19.30 che avviene il massacro peggiore: durante la rapina a mano armata nel supermercato Delhaize sul Parklaan ad Aalst, vengono trucidate ben otto persone.
Questa volta la polizia arrivò in tempo sul luogo del crimine per intercettare i tre banditi in fuga con cui impegnò uno scontro a fuoco e forse riuscì a ferire il "Gigante" pur senza impedire la fuga dei tre banditi. Dopo questo fatto la banda non colpì più.